# Chiasma opticum
Chiasma opticum (aus griechisch χίασμα chíasma „Kreuzung“, vom griechischen Buchstaben Chi (Χ), und der latinisierten Form des griechischen ὀπτικόν optikón „das Sehen betreffend“), auch Sehnerv(en)kreuzung, ist die anatomische Bezeichnung für die Kreuzungsstelle der Sehbahn, wo Fasern des Sehnerven (Nervus opticus) eines Auges die Seite wechseln und in den gegenseitigen Sehstrang Tractus opticus ziehen.

Sehbahn mit Chiasma opticum (X)

Im Chiasma opticum kreuzen Nervenfasern aus dem Auge einer Seite auf die Gegenseite. Das Ausmaß der kreuzenden Fasern retinaler Ganglienzellen ist bei den einzelnen Wirbeltieren unterschiedlich. Während bei Amphibien alle Fasern eines Sehnerven danach im kontralateralen Tractus opticus zu finden sind, beträgt der Anteil bei Primaten wie dem Menschen etwa 50 %. Bei dieser Halbkreuzung der Sehnerven (Semidecussatio nervorum opticorum) ziehen jeweils nur die Fasern aus der medialen, nasenwärts (nasal) gelegenen Hälfte der Netzhaut zur gegenüberliegenden Seite und anschließend im Tractus opticus zur kontralateralen Gehirnhälfte. Die Fasern aus den lateralen, schläfenwärts (temporal) liegenden Retinahälften beider Augen bleiben dagegen ungekreuzt und ziehen im Tractus opticus zur gleichseitigen (ipsilateralen) Hirnhälfte. Für das nahezu vollständig binokular erfasste Gesichtsfeld eines Menschen ist diese Aufteilung optimal.
Theorien und Thesen zur Evolution und Funktion des Chiasma opticum werden behandelt unter Kontralateralität des Vorderhirns.

## Einordnung innerhalb der Sehbahn

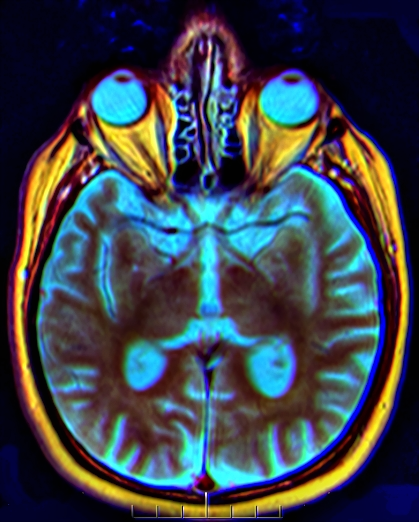
Chiasma opticum (Χ) im MRT-Bild

Lichtreize, die von den Photorezeptoren der Netzhaut aufgenommen und in ein Signal überführt wurden, werden schon innerhalb der Schichten der Retina neuronal aufgearbeitet. Die Neuriten der in der Ganglienzellschicht gelegenen dritten afferenten Neuronen verlassen das Auge die Retinaschichten durchquerend – wie den blinden Fleck verursachend – an der Sehnervenpapille (Discus nervi optici) und bilden so den Sehnerv eines Auges, der von der Augenhöhle aus durch den Canalis opticus in die Schädelhöhle tritt. Beim Menschen führen die beiden Sehnerven zusammen etwa 3 Millionen Nervenfasern, jede ein nun von Myelinscheiden umhülltes Axon, das in besonderer Weise aufgearbeitete Signale aus einem bestimmten Netzhautareal leitet, dem jeweiligen rezeptiven Feld seiner retinalen Ganglienzelle.
Aufgrund der Abbildungseigenschaften des Auges werden Sinneszellen in nasenwärts gelegenen Retinagebieten durch Licht gereizt, das von Gegenständen ausgeht, die dem schläfenwärtigen Bereich des Gesichtsfeldes zuzuordnen sind. Die zur Mitte zu, nasal gelegene Retinahälfte nimmt also Reize aus der nach außen hin, temporal liegenden Hälfte des Gesichtsfeldes eines Auges auf; mit der temporalen Retinahälfte verhält es sich umgekehrt, ihr sind Reize zugeordnet, die beim Menschen vor seiner Nase liegen.
Tiere mit zwei Augen können mit beiden ähnliche Reize eines Gegenstandes aufnehmen, wenn ihre Augen so gestellt sind, dass sich die einäugig (monokular) wahrnehmbaren Gesichtsfelder überlappen. Beim Menschen ist dies, sein Gesicht prägend, schon ohne (konvergente) Augenbewegungen der Fall, und der beidäugig (binokular) wahrnehmbare Ausschnitt seines Gesichtsfeldes sehr groß. Lichtreize aus diesem Bereich werden bei nahezu parallel nach vorne ausgerichteten Augen meistenfalls so abgebildet, dass solche aus der linken binokularen Gesichtsfeldhälfte nasale Retinaareale des linken Auges und zugleich temporale Retinaareale des rechten Auges reizen.
Die aus den beiden unterschiedlichen Retinahälften erhaltenen Signale können in der gleichen Hirnregion empfangen und verglichen werden, wenn sie dort zusammengeführt werden. Dafür können die temporalen ungekreuzt zur gleichen Seite (ipsilateral) geführt, die nasalen dagegen gekreuzt werden; dann erhält die gleichseitige Hirnregion Signale von einander korrespondierenden Netzarealen beider Augen, die einer Abbildung von Reizen aus der gegenseitigen (kontralateralen) Gesichtsfeldhälfte entsprechen. Ein Vergleich der im einen und im anderen Auge entstandenen Signalmuster ermöglicht ein räumlich wahrgenommenes Sehen.
Das Maß der Überkreuzung im Chiasma ist bei Wirbeltieren recht unterschiedlich. Bei Amphibien kreuzen in der Regel 100 % der Fasern. Bei den meisten Vögeln kreuzen fast alle Fasern, bei Eulen sind es jedoch nur 60–70 %. Bei einigen Raubtieren wechseln etwa 75 % der Fasern, bei vielen Huftieren 90 %. Bei Primaten wie dem Menschen kreuzen etwa die Hälfte der Sehnervenfasern, nur die nasalen, wobei im Chiasma die aus der Netzhautperipherie unter den makulären liegen.
Wie jede sensorische Information, abgesehen vom Riechen, wird auch die optische zuerst über den Thalamus – genauer den dorsalen Anteil des Corpus geniculatum laterale im Metathalamus – geleitet und umgeschaltet, bevor sie die Großhirnrinde, in diesem Fall die Sehrinde, erreicht, wo sie zu visueller Information werden kann.

## Topographie

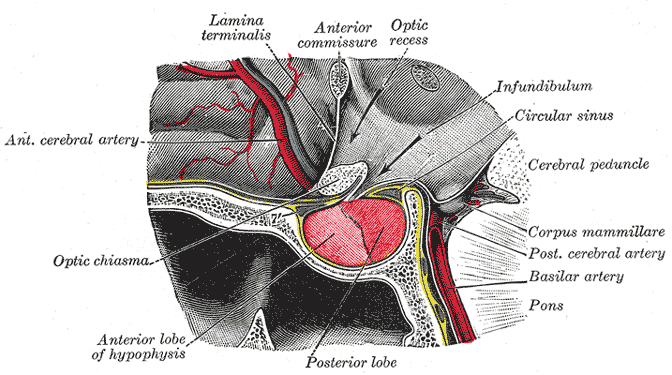
Schematische Zeichnung eines Längsschnitts durch den Türkensattel der Schädelbasis.
Dargestellt sind Lagebeziehungen des Chiasma opticum (grau etwa in Bildmitte) zur Lamina terminalis, dem III. Ventrikel, Gefäßen, sowie der Hypophyse (mit Adenohypohyse (hellrot) vorne, Neurohypophyse (dunkelrot) hinten) und dem Hypophysenstiel (Infundibulum).

Das Chiasma opticum liegt als flaches Gebilde an der Hirnbasis, unterhalb der die Vorderwand des III. Ventrikels bildenden Lamina terminalis. Zu beiden Seiten liegen je eine innere Halsschlagader, darüber die vordere Verbindungsarterie, und hinten zu umfasst es scherenförmig das Infundibulum mit der Hypophyse (Hirnanhangdrüse). Wegen der engen Nachbarschaft können beispielsweise Geschwulste der Hirnanhangdrüse zu Sehstörungen führen, beispielsweise dem Chiasma-Syndrom.
Wird das Chiasma opticum in der Medianebene durchtrennt und damit die kreuzenden Fasern, so fallen beim Menschen die temporalen Gesichtsfeldhälften für jedes Auge fort, es kommt zur sogenannten bitemporalen Hemianopsie, mit starker Einschränkung des zweiäugigen Gesichtsfelds von beiden Seiten. Eine Durchtrennung des Tractus opticus einer Seite führt dagegen zu einer homonymen Hemianopsie, bei der die gegenseitigen Gesichtsfeldhälften beider Augen fortfallen.